# 親告罪
親告罪（しんこくざい、独： Antragsdelikt）とは、告訴がなければ公訴を提起することができない犯罪を指す。告訴を欠く公訴は、訴訟条件を欠くものとして判決で公訴棄却となる。

## 概要
16世紀のカロリナ刑法典において誘拐罪、強姦罪、姦通罪、親族間窃盗罪について定められたのが最初であるとされている。日本には1810年フランス刑法典を経由して旧刑法典で伝わった。告訴権についても1808年のフランス治罪法典を経由して治罪法で伝わった。
親告罪のうち、犯人と被害者の間に一定の関係がある場合に限り親告罪となるものを相対的親告罪、それ以外の親告罪を絶対的親告罪という。前者の「相対的親告罪」の例としては親族間の窃盗（刑法244条・親族相盗例）がある。
なお、公正取引委員会の告発（独禁法第96条1項）や、外国政府の請求（刑法第92条2項）がないと公訴を提起できない罪も親告罪と呼ぶことがある。
親告罪においては告訴されない限りは犯罪ではない、と言う見解もある。
現実的に、告訴が無ければ捜査自体がされることはなく起訴されることもないが、犯罪ではないと言うよりは犯罪が成立しないと言うのが正しい。

## 親告罪の例
親告罪の例としては、次のようなものがある。
- 事実が公になると、被害者に不利益が生じるおそれのある犯罪
  - 未成年者略取・誘拐罪（刑法229条本文、224条）
  - 名誉毀損罪・侮辱罪（同法232条、230条・231条）
  - 信書開封罪・秘密漏示罪（同法135条、133条・134条）
- 罪責が比較的軽微であり、または当事者相互での解決を計るべき犯罪
  - 過失傷害罪（刑法209条）
  - 私用文書等毀棄罪・器物損壊罪・信書隠匿罪（同法264条、259条・261条・263条）
- 親族間の問題のため、介入に抑制的であるべき犯罪
  - 親族間の窃盗罪（親族相盗例）・不動産侵奪罪（刑法244条2項、235条・235条の2）
  - 親族間の詐欺罪・恐喝罪等（同法251条・244条2項準用、246条、249条など）
  - 親族間の横領罪（同法255条・244条2項準用、252条など）
- そのほか行政的な理由など
  - 著作権侵害による著作権法違反の罪（著作権法123条、119条1号）
    - 一定要件下の著作権等侵害等罪については非親告罪（「日本の著作権法における非親告罪化」を参照）。

  - 各種税法違反の罪（告発）

## 告訴権者
告訴権者は、原則として被害者（刑事訴訟法230条）。そのほかに、
- 被害者の法定代理人（同法231条1項）
- 被害者が死亡した場合は、被害者の明示した意志に反しない限り、被害者の配偶者、直系の親族又は兄弟姉妹（同法231条2項）
- 被害者の法定代理人が被疑者・被疑者の配偶者・被疑者の4親等内の血族若しくは3親等内の姻族であるときは、被害者の親族（同法232条）
- 死者に対する名誉毀損罪（刑法230条2項）については、死者の親族又は子孫（刑事訴訟法233条1項）
- 名誉毀損罪について被害者が告訴せず死亡した場合は、被害者の明示した意志に反しない限り、その親族又は子孫（同法233条2項）
- 親告罪において告訴権者がいない場合は、検察官が利害関係者からの申し立てにより告訴権者を指名する（同法234条）

## 告訴期間
親告罪は、原則として犯人を知った日から6か月経過後は告訴することができない（刑事訴訟法235条1項柱書本文）。

## 告訴不可分の原則
共犯の一人ないし数人に対して告訴した場合は、他の告訴されていない共犯者に対しても告訴の効力が及ぶ（刑事訴訟法238条1項）。